# Бій біля мису Бон
Бій біля мису Бон (англ. Battle of Cape Bon, італ. Battaglia di Capo Bon) — швидкоплинний нічний морський бій між легкими крейсерами Італійського флоту та есмінцями Королівських військово-морських сил Великої Британії та Нідерландів під час битви на Середземному морі, що завершилася загибеллю 2-х легких крейсерів італійців.

## Передумови
У грудні 1941 року становище військ Осі у північній Африці було критичне. Не вистачало боєприпасів, спорядження та палива на фоні успішного британського наступу. На початку грудня крейсер «Луїджі Кадорна» доставив в Африку бензин. Було вирішено повторити операцію.
9 грудня крейсери «Альберто да Джуссано» та «Альберіко да Барбіано» вирушили з Палермо на південь, але були помічені ворожим літаком-розвідником з Мальти і незабаром атаковані літаками-торпедоносцями. Влучань у крейсери не було, але командування наказало кораблям повертатись.

## Бій
Британська розвідка взнала, що 12 грудня італійці відправляють новий конвой у північну Африку у складі крейсерів «Альберто да Джуссано», «Альберіко да Барбіано» та есмінця «Чіньйо». З'єднанням командував контрадмірал Антоніно Тоскано, який тримав прапор на крейсері «Альберіко да Барбіано».
Адмірал Каннінгем відправив 11 грудня на перехоплення флотилію есмінців (британські «Сикх», «Маорі», «Ліджен» та голландський «Ісаак Свірз»). Есмінці здійснювали перехід з Гібралтару в Александрію і можливості перехоплення італійського конвою були мінімальними. За розрахунками, навіть попри збільшення швидкості, британські кораблі не встигали наздогнати італійський конвой. Але командування італійського флоту віддало наказ крейсерам повертатись у випадку, якщо конвой буде помічений літаками-розвідниками.
Коли конвой був помічений британським розвідником, кораблі повернули назад. Флотилії зустрілись біля мису Бон. Бій розпочався близько 03:25 ночі і тривав 2 хвилини. В італійські крейсери влучило декілька торпед. Бензин, розміщений у бочках на палубах, загорівся, і незабаром «Альберто да Джуссано» та «Альберіко да Барбіано» затонули. Загалом загинуло понад 900 осіб, в тому числі, контр-адмірал Тоскано та весь його штаб.

## Карта бою
|  |